# Combiné nordique à l'Universiade d'hiver de 2011
Vous lisez un « bon article » labellisé en 2015.
Pour des articles plus généraux, voir Combiné nordique aux Universiades, Universiade d'hiver de 2011 et Combiné nordique en 2011.
Navigation
Harbin - 2009 Trente - 2013
Les épreuves de combiné nordique à l'Universiade d'hiver de 2011 se déroulent du 28 janvier au 1er février 2011 au tremplin de Kiremitliktepe, près de la ville d'Erzurum en Turquie.
Trois épreuves masculines figurent au programme de cette compétition, soit les mêmes que lors de la précédente édition des Universiades à Harbin. L'épreuve individuelle sur le tremplin normal est remportée par le Suisse Tommy Schmid qui était troisième après le saut. Le Japonais Aguri Shimizu remporte le départ en ligne grâce à son concours de saut où il réalisa les deux sauts les plus longs du concours. La Russie remporte au sprint le relais devant la Pologne et la seconde équipe russe.
La Russie est la nation la plus médaillée avec trois médailles, une en or et deux de bronze.

## Organisation

### Sites

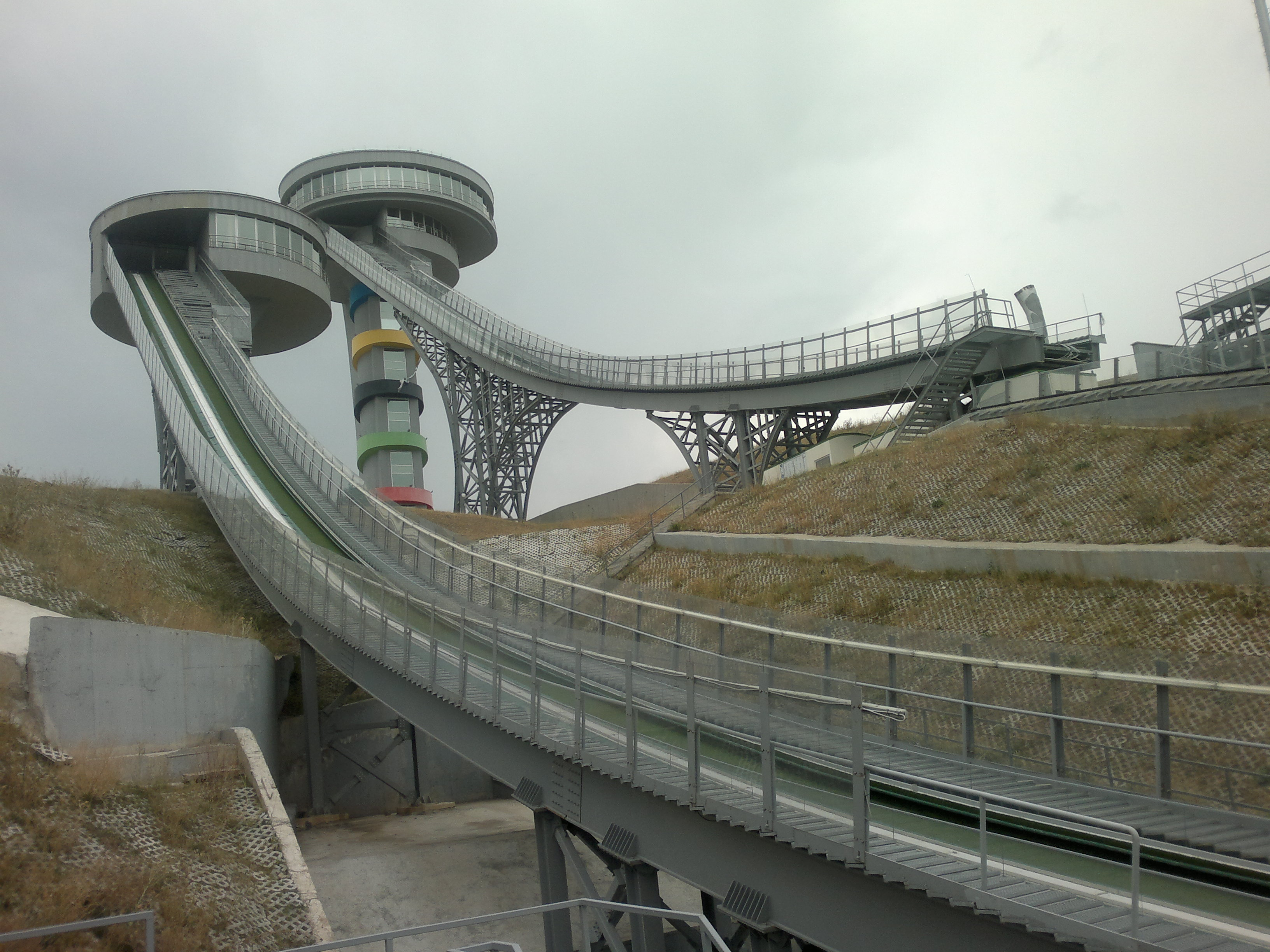
Le K 95 à gauche, le K 125 à droite.

Le saut à ski a lieu sur les tremplins de Kiremitliktepe, construits spécialement pour cette édition des Universiades. La construction a coûté 67 millions de livres turques et a une capacité de 10 000 spectateurs. Le stade dispose de cinq tremplins de différents points K : K 125, K 95 (utilisé pour les épreuves), K 60, K 30 et K 15,. C'est le seul stade de saut à ski de Turquie.
Les courses de ski de fond ont lieu au Kandilli Ski Resort. La piste est située sur le côté ouest d'Erzurum à 36 km du centre-ville. Le Kandilli Ski Resort est construit sur un terrain de 160 hectares et a servi pour le ski de fond, le biathlon et le combiné nordique lors des Universiades d'hiver 2011.

### Calendrier
| Janvier - Février 2011 | Janvier - Février 2011 | 27 | 28 | 29 | 30 | 31 | 1 | 2 | 3 | 4 | 5 | 6 |
| ---------------------- | ---------------------- | -- | -- | -- | -- | -- | - | - | - | - | - | - |
| Hommes                 | Tremplin normal        |    |    |    |    |    |   |   |   |   |   |   |
| Hommes                 | Départ en ligne        |    |    |    |    |    |   |   |   |   |   |   |
| Hommes                 | Par équipes            |    |    |    |    |    |   |   |   |   |   |   |

|  | Entraînements |  | Jour de l'épreuve |

### Format des épreuves

#### Individuel au tremplin normal
Les athlètes exécutent premièrement un saut sur le tremplin normal suivi d’une course de ski de fond de 10 km qui consiste à parcourir quatre boucles de 2,5 km. Après le saut, des points sont attribués pour la longueur et le style. Le départ de la course de ski de fond s'effectue selon la méthode Gundersen (1 point = 4 secondes) : le coureur occupant la première place du classement de saut s’élance en premier, et les autres partent ensuite dans l’ordre fixé. Le premier skieur à franchir la ligne d’arrivée remporte l’épreuve.

#### Départ en ligne
Les compétiteurs disputent une course de fond en partant tous en même temps. À l'issue de cette course, le vainqueur reçoit une note de 120 points et on enlève aux autres 15 points par minute de retard. Vient ensuite une épreuve de saut à ski qui déterminera le classement final.

#### Par équipe
Habituellement constitué de quatre concurrents, le relais comprend ici trois athlètes qui effectuent individuellement un saut sur le tremplin (K 95). On additionne ensuite les résultats de chaque membre de l’équipe. L’équipe qui obtient le maximum de points (tous concurrents confondus) sera la première équipe à partir dans la partie du ski de fond qui consiste en un relais 3 × 5 km. Comme dans l'individuel, on détermine les temps de départ dans un ordre fixé selon le tableau de Gundersen. L’équipe dont le premier skieur franchit la ligne d’arrivée remporte l’épreuve.

## Athlètes

### Participants
Les fédérations nationales avaient jusqu'au 27 août 2010 pour décider si elles engageaient ou non un ou plusieurs athlètes dans ce sport et jusqu'au 27 décembre 2010 pour donner les noms des athlètes participants. Les fédérations nationales ne pouvaient sélectionner que des athlètes remplissant certaines conditions. En effet, seuls les athlètes qui sont étudiants ou diplômés l'année précédente (en 2010) peuvent participer. De plus, les concurrents doivent avoir entre 17 et 28 ans (ils doivent être nés entre le 1er janvier 1983 et le 31 décembre 1993).
Huit athlètes par pays peuvent être engagés mais seuls six peuvent participer aux épreuves.
Douze pays envoient au moins un athlète :
| - Autriche - Allemagne - Estonie - Japon - Norvège - Pologne |  | - Russie - Slovénie - Suisse - Tchéquie - Turquie - Ukraine |

### Favoris
Pour les épreuves individuelles, il y a plusieurs favoris. Les Allemands Steffen Tepel et Florian Schillinger qui ont réalisé de bonnes performances deux ans plus tôt sont attendus, tout comme le Norvégien Tommy Schmid qui participe régulièrement à la coupe du monde ainsi que l'Ukrainien Volodymyr Trachuk et le Russe Ivan Panine qui ont participé aux championnats du monde. Le Japonais Aguri Shimizu ne fait pas partie des favoris vu ses modestes résultats en coupe continentale. Le Polonais Tomasz Pochwała qui a participé à toutes les plus grandes compétitions de saut à ski est considéré comme un outsider.
Pour l'épreuve par équipe, les relais allemands, japonais et russes sont considérés comme les favoris. Le relais polonais espère pouvoir se battre pour une médaille,.

## Récit des épreuves

### Tremplin normal / Gundersen
L'épreuve de saut a lieu le matin du 28 janvier 2011 sur le tremplin de Kiremitliktepe (K 95). Ivan Panine réalise le plus long saut (108 m) et est leader après le saut. Troisième après le saut, Tommy Schmid s'impose dans cette course, grâce au troisième temps de ski. Il devance Steffen Tepel, quatorzième après le saut mais ayant réalisé le meilleur temps de ski, et Ivan Panine. Tommy Schmid a mené toute la course de fond et il conserve à l'arrivée une dizaine de secondes d'avance sur le second. Steffen Tepel, de l'Université de Fribourg-en-Brisgau, vainqueur de cette épreuve deux ans plus tôt, réussit à revenir grâce à un départ rapide et double Ivan Panine dans la dernière montée,.
Le seul Turc engagé, Mustafa Oztasyonar, termine dernier à plus de dix-huit minutes du vainqueur.

### Départ en ligne
Aguri Shimizu l'emporte devant Tomasz Pochwała et Tommy Schmid,. Steffen Tepel domine le 10 km de ski de fond. Il termine près d'une minute devant Christian Erichsen (de), Michail Barinov et Aguri Shimizu. Tomasz Pochwała se classe neuvième et Tommy Schmid douzième.
Aguri Shimizu réalise les deux sauts les plus longs du concours et remporte l'épreuve. Steffen Tepel saute à 93 et 95 mètres, ce qui le place 8e du saut et 4e du classement final. Grâce à deux bons sauts, Tomasz Pochwała et Tommy Schmid terminent sur le podium final,.

### Relais
La Russie parvient à placer deux équipes sur le podium du relais. Après le saut, le Japon mène devant l'Allemagne et la Pologne, la Suisse et les deux équipes russes. Niyaz Nabeev réalise le plus long saut du concours avec 101,5 mètres.
Partis troisièmes, les Polonais sont 6e après le premier relais de Mateusz Wantulok, mais ils remontent jusqu'à la 2e place grâce à Andrzej Zarycki, et Tomasz Pochwała. Le premier relais est dominé par la Russie, l'Allemagne et la Suisse. Après le deuxième relais, l'Allemagne mène devant les deux équipes russes et la Pologne. Le dernier relayeur allemand, Jörg Ritzerfeld qui remplace Christian Ulmer, malade, réalise le plus mauvais temps, ce qui fait passer l'Allemagne de la première à la sixième place sur le dernier relais. Finalement, la première équipe russe s'impose au sprint face à l'équipe polonaise.

### Podiums
| Épreuves                                        | Or                                                         | Or            | Argent                                                        | Argent        | Bronze                                                      | Bronze       |
| ----------------------------------------------- | ---------------------------------------------------------- | ------------- | ------------------------------------------------------------- | ------------- | ----------------------------------------------------------- | ------------ |
| Tremplin normal - Gundersen résultats détaillés | Tommy Schmid                                               | 27 min 53 s 8 | Steffen Tepel                                                 | 28 min 4 s 6  | Ivan Panine                                                 | 28 min 9 s 1 |
| Départ en ligne résultats détaillés             | Aguri Shimizu                                              | 250 points    | Tomasz Pochwała                                               | 239,5 points  | Tommy Schmid                                                | 237,5 points |
| Par équipe - Gundersen résultats détaillés      | Russie- Mikhail Barinov - Konstantin Voronin - Ivan Panine | 40 min 26 s 7 | Pologne- Mateusz Wantulok - Andrzej Zarycki - Tomasz Pochwała | 40 min 26 s 8 | Russie- Damir Khinsertdinov - Denis Isaïkine - Niyaz Nabeev | 47 min 7 s 8 |

### Tableau des médailles
| Rang  | Nation    | Or | Argent | Bronze | Total |
| ----- | --------- | -- | ------ | ------ | ----- |
| 1     | Russie    | 1  | 0      | 2      | 3     |
| 2     | Suisse    | 1  | 0      | 1      | 2     |
| 3     | Japon     | 1  | 0      | 1      | 1     |
| 4     | Pologne   | 0  | 2      | 0      | 2     |
| 4     | Allemagne | 0  | 1      | 0      | 1     |
| Total | Total     | 3  | 3      | 3      | 9     |

## Résultats détaillés

### Gundersen
Le tableau ci-dessous montre les résultats de la compétition avec le nom des participants, leur pays, leur classement, les temps dans l'épreuve de fond, la longueur de leur saut et les points qu'ils ont remportés dans les deux épreuves,. (w) signifie que le coureur est parti dans la vague.
| Position | Athlète                 | Nation    | Distance (m) | Points      | Retard au départ | Temps du ski de fond | Écart             |
| -------- | ----------------------- | --------- | ------------ | ----------- | ---------------- | -------------------- | ----------------- |
| 1.       | Tommy Schmid            | Suisse    | 107,0        | 128,1       | +0 min 22 s      | 27 min 31 s 8        |                   |
| 2.       | Steffen Tepel           | Allemagne | 97,0         | 110,0       | +1 min 35 s      | 26 min 29 s 6        | +10 s 8           |
| 3.       | Ivan Panine             | Russie    | 108,0        | 133,7       | 0 min 0 s        | 28 min 9 s 1         | +15 s 3           |
| 4.       | Tomasz Pochwała         | Pologne   | 100,5        | 116,1       | +1 min 10 s      | 27 min 27 s 4        | +43 s 6           |
| 5.       | Christian Erichsen (de) | Suisse    | 99,5         | 113,1       | +1 min 22 s      | 27 min 33 s 9        | +1 min 2 s 1      |
| 6.       | Shun Yamamoto           | Japon     | 109,0        | 129,4       | +0 min 17 s      | 28 min 46 s 6        | +1 min 9 s 8      |
| 7.       | Denis Isaïkine          | Russie    | 98,5         | 110,0       | +1 min 35 s      | 27 min 34 s 8        | +1 min 16 s 0     |
| 8.       | Aguri Shimizu           | Japon     | 103,0        | 119,4       | +0 min 57 s      | 28 min 25 s 2        | +1 min 28 s 4     |
| 9.       | Michail Barinov         | Russie    | 98,0         | 107,4       | +1 min 45 s      | 27 min 37 s 8        | +1 min 29 s 0     |
| 10.      | Matič Plaznik           | Slovénie  | 96,0         | 111,1       | +1 min 30 s      | 28 min 8 s 6         | +1 min 44 s 8     |
| 11.      | Konstantin Voronin      | Russie    | 101,0        | 121,1       | +0 min 50 s      | 28 min 54 s 4        | +1 min 50 s 6     |
| 12.      | Keita Katagiri          | Japon     | 94,0         | 106,9       | +1 min 47 s      | 28 min 3 s 5         | +1 min 56 s 7     |
| 13.      | Volodymyr Trachuk       | Ukraine   | 95,5         | 101,9       | +2 min 7 s       | 27 min 56 s 9        | +2 min 10 s 1     |
| 14.      | Kodai Tomii             | Japon     | 95,5         | 102,2       | +2 min 6 s       | 28 min 5 s 4         | +2 min 17 s 6     |
| 15.      | Tomas Matura            | Tchéquie  | 97,0         | 111,0       | +1 min 31 s      | 28 min 54 s 7        | +2 min 31 s 9     |
| 16.      | Mateusz Wantulok        | Pologne   | 103,0        | 121,1       | +0 min 50 s      | 29 min 48 s 3        | +2 min 44 s 5     |
| 17.      | Sergueï Semenov         | Russie    | 95,5         | 99,1        | +2 min 18 s      | 28 min 22 s 1        | +2 min 46 s 3 (w) |
| 18.      | Sturla Sandøy           | Norvège   | 99,5         | 110,7       | +1 min 32 s      | 29 min 15 s 3        | +2 min 53 s 5     |
| 19.      | Felix Klaesi            | Suisse    | 95,5         | 108,5       | +1 min 41 s      | 29 min 9 s 4         | +2 min 56 s 6     |
| 20.      | Andrzej Zarycki         | Pologne   | 90,0         | 92,4        | +2 min 45 s      | 28 min 27 s 3        | +3 min 18 s 5 (w) |
| 21.      | Andreï Parkhomchuk      | Ukraine   | 95,5         | 97,8        | +2 min 24 s      | 28 min 59 s 3        | +3 min 29 s 5 (w) |
| 22.      | Ilya Lebedev            | Russie    | 98,5         | 110,4       | +1 min 33 s      | 30 min 8 s 1         | +3 min 47 s 3     |
| 23.      | Florian Schillinger     | Allemagne | 97,5         | 107,9       | +1 min 43 s      | 30 min 5 s 1         | +3 min 54 s 3     |
| 24.      | Lars Enger              | Norvège   | 90,5         | 91,6        | +2 min 48 s      | 29 min 47 s 1        | +4 min 41 s 3 (w) |
| 25.      | Morten Alexander Enger  | Norvège   | 91,0         | 97,3        | +2 min 26 s      | 30 min 41 s 1        | +5 min 13 s 3 (w) |
| 26.      | Ołeksij Khomin          | Ukraine   | 86,5         | 88,9        | +2 min 59 s      | 30 min 50 s 8        | +5 min 56 s 0 (w) |
| 27.      | Tomas Vambera           | Tchéquie  | 96,5         | 100,4       | +2 min 13 s      | 32 min 31 s 5        | +6 min 50 s 7 (w) |
| 28.      | Mustafa Oztasyonar      | Turquie   | 77,5         | 58,6        | +5 min 0 s       | 40 min 57 s 1        | +18 min 3 s 3 (w) |
| -        | Petr Kutal              | Tchéquie  | 108,5        | 123,6       | DNS              | DNS                  | DNS               |
| -        | Johannes Weiss          | Autriche  | 96,5         | 96,1        | DNS              | DNS                  | DNS               |
| -        | Raiko Heide             | Estonie   | Disqualifié  | Disqualifié | Disqualifié      | Disqualifié          | Disqualifié       |
| -        | Kaarel Piho             | Estonie   | Disqualifié  | Disqualifié | Disqualifié      | Disqualifié          | Disqualifié       |

### Mass start
Le tableau ci-dessous montre les résultats de la compétition avec le nom des participants, leur pays, leur classement, les temps dans l'épreuve de fond, la longueur de leurs sauts et les points qu'ils ont remportés dans les deux épreuves,.
| Position | Athlète                 | Nation    | Temps         | Points ski de fond | Sauts (en m)   | Points saut à ski | Total         |
| -------- | ----------------------- | --------- | ------------- | ------------------ | -------------- | ----------------- | ------------- |
| 1.       | Aguri Shimizu           | Japon     | 29 min 27 s 4 | 106,0              | 103,0 m        | 144,0             | 250,0 points  |
| 2.       | Tomasz Pochwała         | Pologne   | 29 min 44 s 8 | 101,5              | 98,5 m 100,5 m | 138,0             | 239,5 points  |
| 3.       | Tommy Schmid            | Suisse    | 30 min 13 s 3 | 94,5               | 102,0 m 99,5 m | 143,0             | 237,5 points  |
| 4.       | Steffen Tepel           | Allemagne | 28 min 31 s 0 | 120.0              | 93,0 m 95,0 m  | 116,0             | 236,0 points  |
| 5.       | Christian Erichsen (de) | Suisse    | 29 min 26 s 3 | 106,2              | 96,5 m         | 126,0             | 232,2 points  |
| 6.       | Konstantin Voronin      | Russie    | 29 min 29 s 5 | 105,2              | 93,5 m 92,5 m  | 112,0             | 217,2 points  |
| 7.       | Volodymyr Trachuk       | Ukraine   | 29 min 41 s 3 | 102,5              | 95,0 m 92,0 m  | 114,0             | 216,5 points  |
| 8.       | Shun Yamamoto           | Japon     | 31 min 11 s 4 | 80,0               | 99,0 m 98,5 m  | 135,0             | 215,0 points  |
| 9.       | Michail Barinov         | Russie    | 29 min 26 s 6 | 106,0              | 92,0 m 87,5 m  | 99,0              | 205,0 points  |
| 9.       | Keita Katagiri          | Japon     | 29 min 59 s 1 | 98,0               | 93,5 m 90,0 m  | 107,0             | 205,0 points  |
| 11.      | Kodai Tomii             | Japon     | 29 min 37 s 3 | 103,5              | 92,5 m 86,0 m  | 97,0              | 200,5 points  |
| 12.      | Matič Plaznik           | Slovénie  | 31 min 37 s 4 | 73,5               | 95,5 m 95,0 m  | 121,0             | 194,5 points  |
| 13.      | Tomas Matura            | Tchéquie  | 31 min 13 s 6 | 79,2               | 92,5 m 91,5 m  | 108,0             | 187,2 points  |
| 14.      | Sturla Sandøy           | Norvège   | 31 min 2 s 0  | 82,2               | 90,5 m 89,5 m  | 102,0             | 184,2 points  |
| 15.      | Andreï Parkhomchuk      | Ukraine   | 30 min 41 s 4 | 87,5               | 91,5 m 86,5 m  | 94,0              | 181,5 points  |
| 16.      | Mateusz Wantulok        | Pologne   | 32 min 25 s 4 | 61,5               | 97,0 m 92,0 m  | 118,0             | 179,5 points  |
| 17.      | Denis Isaïkine          | Russie    | 30 min 18 s 5 | 93,0               | 90,0 m 86,5 m  | 85,0              | 178,0 points  |
| 18.      | Florian Schillinger     | Allemagne | 31 min 42 s 2 | 72,2               | 90,5 m 88,5 m  | 98,0              | 170,2 points  |
| 19.      | Damir Khinsertdinov     | Russie    | 30 min 11 s 8 | 94,7               | 86,0 m 89,5 m  | 75,0              | 169,7 points  |
| 20.      | Morten Alexander Enger  | Norvège   | 32 min 38 s 4 | 58,2               | 92,0 m 86,0 m  | 96,0              | 154,2 points  |
| 21.      | Lars Enger              | Norvège   | 31 min 53 s 7 | 69,2               | 86,5 m 81,5 m  | 76,0              | 145,2 points  |
| 22.      | Tomas Vambera           | Tchéquie  | 33 min 21 s 6 | 47,2               | 87,5 m         | 90,0              | 137,2 points  |
| 23.      | Ołeksij Khomin          | Ukraine   | 33 min 12 s 3 | 49,7               | 83,0 m 87,0 m  | 80,0              | 129,7 points  |
| 24.      | Raiko Heide             | Estonie   | 34 min 51 s 2 | 25,0               | 88,5 m 91,5 m  | 100,0             | 125,0 points  |
| 25.      | Kaarel Piho             | Estonie   | 32 min 44 s 8 | 56,5               | 84,0 m 80,0 m  | 68,0              | 124,5 points  |
| 26.      | Mustafa Oztasyonar      | Turquie   | 44 min 5 s 0  | -113,5             | 71,5 m 74,5 m  | 24,0              | - 89,5 points |
| -        | Ivan Panine             | Russie    | 29 min 38 s 4 | 103,2              | 65,0 m DNF     | 0,0               |               |
| -        | Andrzej Zarycki         | Pologne   | DNF           | DNF                | DNF            | DNF               | DNF           |
| -        | Johannes Weiss          | Autriche  | DNF           | DNF                | DNF            | DNF               | DNF           |
| -        | Niyaz Nabeev            | Russie    | DNF           | DNF                | DNF            | DNF               | DNF           |

### Par équipes
Le tableau ci-dessous montre les résultats de la compétition avec le nom des participants, leur pays, leur classement, la longueur de leurs sauts et les points qu'ils ont remportés dans les deux épreuves,.
| Rang | Dossard | Pays                                                        | Longueur (m)          | Points                 | Différence de temps | Temps         | Rang du ski de fond | Classement final |
| ---- | ------- | ----------------------------------------------------------- | --------------------- | ---------------------- | ------------------- | ------------- | ------------------- | ---------------- |
| 1    | 5       | Russie I Konstantin Voronin Michail Barinov Ivan Panine     | 86,5 86,0 93,5        | 286,9 90,7 88,1 108,1  | +0 min 46 s         | 39 min 40 s 7 | 1                   | 40 min 26 s 7    |
| 2    | 4       | Pologne Andrzej Zarycki Mateusz Wantulok Tomasz Pochwała    | 90,0 90,5 96,0        | 315,0 99,3 102,9 112,8 | +0 min 9 s          | 40 min 17 s 8 | 2                   | +0 s 1           |
| 3    | 1       | Russie II Denis Isaïkine Damir Khinsertdinov Niyaz Nabeev   | 80,0 89,0 101,5       | 297,0 94,8 74,8 127,4  | +0 min 33 s         | 40 min 34 s 8 | 3                   | +41 s 1          |
| 4    | 8       | Suisse Christian Erichsen (de) Felix Klaesi Tommy Schmid    | 85,5 89,5 96,5        | 304,4 89,4 101,7 113,3 | +0 min 23 s         | 41 min 1 s 7  | 4                   | +58 s 0          |
| 5    | 2       | Japon Shun Yamamoto Keita Katagiri Aguri Shimizu            | 90,0 95,0 95,5        | 321,4 97,4 110,3 113,7 | 0 min 0 s           | 41 min 53 s 4 | 5                   | +1 min 26 s 7    |
| 6    | 7       | Allemagne Florian Schillinger Steffen Tepel Jörg Ritzerfeld | 88,5 89,0 99,5        | 315,8 97,1 99,1 119,6  | +0 min 7 s          | 43 min 25 s 7 | 6                   | +3 min 6 s 0     |
| 7    | 6       | Norvège Sturla Sandøy Morten Alexander Enger Lars Enger     | 82,5 87,5 Disqualifié | 168,5 75,7 92,8 0,0    | +3 min 24 s         | 41 min 58 s 9 | 7                   | +4 min 56 s 2    |
| 8    | 3       | Ukraine Ołeksij Komin Andreï Parkhomchuk Volodymyr Trachuk  | DNS                   | DNS                    | DNS                 | DNS           | DNS                 | DNS              |